# Paul Litten
Paul Litten (* 11. Juni 1879 in Preußisch Stargard; † 20. Dezember 1959 in Münster) war ein deutscher Jurist und zu Beginn der Machtergreifung Hitlers Landgerichtsdirektor in Münster. Er war einer von nur zwei Justizbeamten mit jüdischen Wurzeln in Münster.

## Familie
Paul Litten wurde am 11. Juni 1879 als jüngster Sohn des damaligen Kreisrichters Dr. Julius Litten und seiner Ehefrau Helene, geb. Lichtheim in Preußisch Stargard geboren. Den Namen „Paul“ ließ Littens Vater erst zwei Wochen nach dessen Geburt vom Standesbeamten eintragen. Aus der Geburtsurkunde geht hervor, dass die Familie Litten der „mosaischen Religion“ angehörig war, sie also jüdisch waren. Er hatte drei ältere Geschwister: Arthur (1873–1948), Else (1874–1883) und Anna (1876–1884). Litten ist über die Familie seines Vaters mit dem Rechtsanwalt und Strafverteidiger Hans Litten verwandt, dessen Vater Fritz Litten, ist Paul Littens Cousin.
Litten und seine Frau Helene Berta geb. Deiters (1883–1967) bekamen fünf Kinder: Hildegard (1908–2002), Hans (1910–1993), Günther (1911–1943), Annegret (1914–1995) und Dorothea „Dorli“ Luise (1920–2009). Alle Kinder wurden evangelisch getauft und im christlichen Glauben aufgezogen.

## Leben

### Bis 1933
Über Littens Kindheit und Jugend ist wenig bekannt. Laut eigener Aussage konvertierte er mit etwa 12 Jahren vom jüdischen zum evangelischen Glauben. Wie sein Vater und Großvater zog es Litten zum Studium der Rechtswissenschaften. Er studierte u. a. in Bonn und Münster. Während seines Referendariats lernte er in Münster seine spätere Frau Helene kennen und heiratete sie. Er gehörte einer Studentenverbindung an, die ihn später wegen seiner jüdischen Abstammung ausschloss.
Von 1908 bis 1913 lebte Litten mit seiner Familie in Bielefeld. Dort kam seine ersten drei Kinder Hildegard, Hans und Günther auf die Welt. Litten selbst war zu dieser Zeit als Gerichtsassessor tätig. 1914 erfolgte aus beruflichen Gründen der Umzug nach Dortmund, wo er als Landrichter am örtlichen Landgericht arbeitete. In Dortmund kamen seine beiden jüngsten Kinder Annegret und Dorothea Luise auf die Welt. Im Jahr 1925 zog die Familie nach Münster, da Litten seine Ernennung zum Landgerichtsdirektor in Münster erhielt. Auf dieser Position blieb er bis ins Jahr 1933. Die Familie Litten war in Münster gesellschaftlich gut integriert, so war Litten Mitglied im Civilclub Münster 1775 e.V. und bei der „Geographischen Gesellschaft“, einem Verein der seine Heimatregion durch wöchentliche Wanderungen und Vorträge erkundete und nur Akademikern zugänglich war.

### Ab 1933
Bereits Ende März 1933 verwehrte die SA jüdischen Richtern und Rechtsanwälten den Zutritt zum Landgerichtsgebäude, woraufhin eine Überprüfung der Personalien Littens erfolgte. Am 2. April 1933 bestätigte Litten im Gespräch mit dem Landgerichtspräsidenten Dr. Münster, dass er „jüdisch geboren und mit etwa 12 Jahren zum evangelischen Bekenntnisse übergetreten sei“, woraufhin er zwangsbeurlaubt wurde. Kurz darauf wurde das „Gesetz zur Wiederherstellung des Berufsbeamtentums“ erlassen, was für Littens berufliche Karriere direkte Folgen hatte. So wurde er zum 1. Oktober 1933 zurückgestuft und ins Grundbuchamt des Amtsgerichts Münster versetzt. Dort blieb er bis zu seiner Zwangsentlassung nach dem Erlass der „Nürnberger Gesetze“. Auch für seine Kinder hatte das „Gesetz zur Wiederherstellung des Berufsbeamtentums“ direkte Folgen. So wurde sein Sohn Hans, der zu dieser Zeit sein Referendariat absolvierte, mit sofortiger Wirkung aus dem Justizdienst entlassen. Seine Tochter Hildegard hatte ebenfalls berufliche Einschränkungen zu erleiden und konnte ihre Ausbildung als Jugendleiterin nicht beenden.
Nach dem Novemberpogrom 1938 war Litten als Jude ebenfalls von der Judenvermögensabgabe betroffen. So zahlte er für die erste verlangte Abgabe bei den vier Raten jeweils 2.000 RM, also insgesamt 8.000 RM. Im November 1939 zahlte er für die fünfte Rate weitere 2.000 RM, welche seine gezahlte Gesamtsumme auf 10.000 RM erhöhte. Ebenfalls im November 1939 begann Litten seiner Frau und seinen Kindern den ihm gehörigen Besitz zu verschenken. So ging das von ihnen gemeinsam bewohnte Haus an seine „arische“ Frau Helene. Seine Kinder erhielten Wertpapiere im Gesamtwert von etwa 29.000 RM. Der Novemberpogrom 1938 stellte außerdem einen Einschnitt im Privatleben Littens dar. Er zog sich aus dem gesellschaftlichen Leben zurück, wovon sein freiwilliger Austritt aus der "Geographischen Gesellschaft" zeugt.

### Internierung und Flucht
Da er in einer „Mischehe“ verheiratet war, konnte Litten lange Zeit recht unbehelligt in Münster leben. Erst am 19. September 1944 wurden er und seine Tochter Dorothea im Rahmen der Deportation von Mischehepartnern und Halbjuden in Münster verhaftet und zuerst im Gefängnis in Münster interniert. Von dort wurden sie zum Bahnhof gebracht und in einem Güterwagon nach Kassel transportiert. In Kassel angekommen wurden Frauen und Männer getrennt und in verschiedenen Lagern untergebracht. Seine Tochter Dorothea musste bei der Firma Henschel & Sohn Zelte und Uniformzubehör nähen. Litten selbst war zuerst im Steinbruch „Helsa“ und später im Steinbruch „Körle“, hatte jedoch Glück, da er vom dortigen Direktor wegen seines Alters im Büro eingesetzt wurde und somit von der schwersten Arbeit verschont blieb. Er war zusammen mit den anderen Männern in einem heruntergekommenen Heuschober im Kaufunger Wald untergebracht. Als Anfang 1945 die Gerüchte aufkamen, dass alle jüdischen Personen in das Konzentrationslager Theresienstadt abtransportiert werden sollten, floh Dorothea gemeinsam mit ihrem Vater. Dies gelang im allgemeinen Chaos, welches in Kassel durch die starke Bombardierungen und die damit einhergehende Zerstörung herrschte. Per Bahn, Anhalter und zu Fuß gelangten beide zuerst nach Lippstadt und von dort nach Sendenhorst, wo seine Frau zu der Zeit im örtlichen Krankenhaus lag. Der dortige Chefarzt Dr. Josef Lintel-Höping kannte die Familie Litten und erklärte sich bereit, beide vorläufig zu verstecken. Im Versteck gelang es Dorothea mit ihrem ehemaligen Chef August Winkhaus in Kontakt zu treten, der sich darum kümmerte Litten und seine Tochter weiterhin zu verstecken. Litten selbst kam auf einem abgelegenen Kotten unter, während Dorothea bei „Haus Runde“ in einem Obstgut der Familie von Olfers bis zum Kriegsende versteckt wurde.

### Nach 1945
Nach dem Ende des Krieges konnte Litten an sein altes Leben anknüpfen. Er wurde 1945 Senatspräsident am Oberlandesgericht Hamm und blieb auf diesem Posten bis zu seiner Pensionierung 1948. 1954 wurde ihm das Bundesverdienstkreuz verliehen. Seinen Lebensabend verbrachte er bis zu seinem Tod 1959 in Münster.